# 高巩桥
高巩桥，位于中国广东省清远市阳山县黎埠镇燕岩村，为清远市阳山县的一个县级文物保护单位，类型为古建筑，公布时间为1987年。
高巩桥的历史年代为清（1819）。